# Colle Brianza
Colle Brianza – miejscowość i gmina we Włoszech, w regionie Lombardia, w prowincji Lecco.
Według danych na rok 2004 gminę zamieszkiwały 1464 osoby, 183 os./km².